# Corriverton
Corriverton är en stad i regionen East Berbice-Corentyne i nordöstra Guyana. Staden hade 10 242 invånare vid folkräkningen 2012. Den ligger vid floden Courantynes mynning i Atlanten. Corriverton har en mindre hamn och staden har en färjeförbindelse med Nieuw Nickerie i Surinam. Huvuddelen av befolkningen är av sydostasiatiskt ursprung.